# Eppo van Veldhuizen
Eppo Pieter (Eppo) van Veldhuizen (Groningen, 16 juni 1933)  is een Nederlands politicus van de CHU en later de PvdA.
Hij werd geboren als zoon van Gijsbert van Veldhuizen (1903-1963), die toen predikant was in Hantum, en Anita Johanna Harkema (1908-1999). In 1937 verhuisde het gezin naar Rotterdam omdat zijn vader in Kralingen predikant werd. In mei 1940 maakte hij het bombardement op Rotterdam mee. Na de oorlog doorliep hij het Erasmiaans Gymnasium waarna hij rechten ging studeren aan de Rijksuniversiteit Leiden. Na daar te zijn afgestudeerd was hij enige tijd gastassistent internationaal strafrecht in Freiburg im Breisgau en daarna werkte Van Veldhuizen vijf jaar als personeels- en voorlichtingsfunctionaris van de SHV in Rotterdam. Op 1 juni 1965 volgde zijn benoeming tot burgemeester van de toenmalige Noord-Brabantse gemeente Fijnaart en Heijningen waarmee hij met 31-jarige leeftijd de jongste burgemeester van Nederland werd. Op 1 januari 1972 volgde zijn benoeming tot burgemeester van Dronten dat op die datum officieel een gemeente werd.
In december 1972 maakte Van Veldhuizen in een schriftelijke verklaring bekend dat hij enkele maanden eerder zijn lidmaatschap van de CHU had opgezegd en dat hij bij de Tweede-Kamerverkiezingen van 29 november 1972 ook niet meer op die partij had gestemd, maar 'op één der zich progressief noemende kandidaten'. Een lidmaatschap van een andere politieke partij zei hij voorlopig niet te willen aangaan. Eind 1973 trad hij echter als deelnemer toe tot het 'Centrum voor Levensbeschouwing en Politiek' binnen de Partij van de Arbeid; enige tijd later werd hij tevens PvdA-lid.
In november 1980 werd Van Veldhuizen door minister van Binnenlandse Zaken Hans Wiegel benoemd tot burgemeester van Oss. De benoeming wekte alom verbazing omdat CDA-Kamerlid P.A.M. Cornelissen gold als de gedoodverfde kandidaat. Van Veldhuizen bleef burgemeester van Oss tot 1996 en gedurende zijn ambtsperiode werd de naar hem vernoemde Burgemeester Van Veldhuizenhaven geopend. Daarna is hij nog twee keer waarnemend burgemeester geweest: eerst in Goirle en later in Nieuw-Lekkerland.
Zijn grootvader was theoloog Adrianus van Veldhuizen, zijn oudere broer Adriaan van Veldhuizen was Eerste Kamerlid en zijn zoon Onno van Veldhuizen werd in navolging van zijn vader ook burgemeester.